# Melis László
László Melis (Budapest (Hongria), 14 d'agost, 1953 – idem. 12 de febrer, 2018), va ser un violinista i compositor hongarès guanyador del premi Erkel Ferenc.

## Biografia
Es va graduar a la Facultat de Música, especialitzat en violí. L'any 1978 és un dels fundadors del Grup 180, que toca i promociona la música contemporània. La formació va funcionar fins al 1990. Durant aquest temps, va escriure cinc peces per a la banda, que també es van publicar en CD. Des dels anys noranta es dedicà principalment a la composició. Entre altres coses, va escriure una òpera de cambra (L'imperi del somriure; Kleist dies), música de ballet, cantata de ballet, peça de gran orquestra. Va treballar molt en pel·lícules (Anarquistes, Glamour, Presszó, Nyomozó...) i compositor de teatre (Moon boatman, Hazámhazám, Csongor és Tünde, Faust, Honderű, Richard III...); el seu nom també es pot trobar al plató de moltes obres de ràdio. També va aparèixer a la pantalla. És el personatge principal de la pel·lícula "Death rode out from Persia", però també va interpretar al documental "The Orphan Works".
El 10 de setembre de 2010 es va estrenar la seva obra Dionysia, escrita a petició de l'Orquestra del Festival de Budapest. L'actuació de gran èxit va ser dirigida per Iván Fischer.
Crítica, sobre l'obra:
| « | La peça és un intent de recordar alguns dels esdeveniments rituals i l'espiritualitat de l'antic culte de Dionís de l'Antiguitat, que encara afecten la nostra cultura fins als nostres dies i que li deu molt, si no més, però per exemple el teatre. Molta gent s'ha ocupat d'aquest període al llarg dels segles, però la intenció d'aquesta música avui és diferent, ja que es basa en la teoria de la música grega antiga i, encara que no és una peça cantada, també en determinats textos antics. No es tracta de la reconstrucció, que és una tasca que de totes maneres sembla impossible i que potser avui no és realment interessant, però l'actuació musical que s'aconseguia a l'època grega antiga pot funcionar com un cap de cua en la convocatòria, per tant l'espai en el qual l'autor es pot moure és molt lliure. L'obra consta de diversos moviments: cadascun d'ells representa un ritu, des de la processó fàl·lica passant per l'ofrena sacrificial fins al frenesí dionisíac final. En la seva gestió de so i banda, és bàsicament contemporani, utilitzant la tradició només com a força organitzadora subjacent. | » |

Anàlisi
Va ser escrit per Endre Olsvay sobre la seva cantata de ball la llegenda armènia
| « | Arranjament, melodia, expressivitat, i podríem enumerar els paràmetres musicals de la cantata de dansa de László Melis, que són tots components embarassats d'una obra d'arrel multicultural en el sentit noble. | » |

## Enregistraments
- Maldoror énekei (Cançons de Maldoror)
- Gyöngykánon (A Gyöngykan)
- Henoch Apokalipszise (Apocalipsi d'Enoc)
- Örmény legenda (Llegenda armènia)
- Cselló mánia (Mania del violoncel)
- Az időről és a folyóról (Sobre el temps i el riu)
- Back & White (Esquena i blanc)
- A mosoly birodalma (El regne dels somriures)
- Holdbeli csónakos (Barquer lunar)

## Premis
- Premi de la Crítica de Cinema (1995)
- Premi Ferenc Erkel (2008)

## So i imatge
- El Grup 180 i els seus amics
- El detectiu